# Attentat contre l'ambassade de Chine à Bichkek
 (août 2020).
L'attentat contre l'ambassade de Chine à Bichkek est un attentat survenu le 30 août 2016 lorsqu'une voiture a percuté les portes de l'ambassade de Chine à Bichkek, au Kirghizistan, et a explosé. Le conducteur de la voiture a été tué et trois employés de l'ambassade ont été blessés.

## Déroulement
Les trois personnes blessées étaient toutes des citoyens kirghizes qui travaillaient à l'ambassade. On pense que le kamikaze est un Ouïghour, un groupe ethnique vivant principalement dans la région du Xinjiang en Chine, et aurait été engagé dans une insurrection en Chine qui dure depuis des décennies.
Seul le kamikaze est mort lors de l'attaque. Trois membres du personnel kirghiz ont été blessés. Le véhicule utilisé était un Mitsubishi Delica. Les Ouïghours syriens alliés au Front al-Nosra ont été impliqués dans l'attentat. Une agence gouvernementale du Kirghizistan a pointé du doigt les Ouïghours syriens alliés au Front al-Nosra. L'attentat de l'ambassade a été ordonné par Sirojiddin Mukhtarov alias Abu Saloh qui commande le Katiba al-Tawhid wal-Jihad proche du Front al-Nosra aux côtés des Ouïghours en Syrie. L'auteur de l'attentat est Khalilova Zoira (aussi nommé Zoir Khalimov), un agent du Parti islamique du Turkestan de l'ethnie ouïghoure.

## Conséquences
Trois personnes ont été condamnées en relation avec l'attentat. Khasamidin Ismailov a été condamné à 18 ans de prison tandis que Hikmatillo Abdulazhanov et Kunazim Mansirova, qualifiés de « frère et sœur » par Zanoza.kg, ont été condamnés à 10 ans de prison. En outre, en juillet 2022, l'ambassade de Chine a été touchée par une fausse alerte à la bombe en même temps que l'ambassade de Russie à Bichkek.